# Själen vill ha sällskap
Själen vill ha sällskap är ett album av Hansson de Wolfe United, utkommet 2014.

## Bandet
- Lorne de Wolfe - sång, keyboards
- Jonas Isacsson - gitarr, bas, keyboards
- Per Lindvall - trummor, percussion

## Låtlista
1. Själen vill ha sällskap
2. Egentligen?
3. Kämpe
4. Prioritera
5. En animerad filmisk älva
6. Kvinnorna jag träffar nu
7. Hay-on-Wye
8. Kom igen (Bär inte världen på dina axlar)
9. Bara ett samtal bort
10. Svarta blanka skor